# Ruben Studdard
Christopher Ruben Studdard, född 12 september 1978, är en amerikansk pop-, R&B- och gospelsångare. Studdard vann andra säsongen av American Idol, år 2003 och släppte därefter en cover på Westlifes låt "Flying Without Wings" som lyckades ta sig in på andra plats på amerikanska singellistan och sålde platina. Studdard har hittills släppt tre album där det första sålde platina, och det andra sålde guld.

## Diskografi

### Singlar
- 2003 - "Flying Without Wings"
- 2003 - "Superstar"
- 2003 - "Sorry 2004"
- 2004 - "What If"
- 2004 - "I Need An Angel"
- 2006 - "Change Me"

### Album
- 2003 - Soulful
- 2004 - I Need An Angel
- 2006 - The Return